# Пенетрация (нефтепродукты)
Пенетра́ция (рабочее смачивание; лат. penetratio — проникать) — мера проникновения конусного тела в вязкую среду, употребляемая для характеристики густоты веществ. Пенетрационные методы измерения особенно полезны в случае веществ, которые меняют свои реологические свойства при перемешивании.
Понятие сопротивления пенетрации используется в почвоведении. Также часто называют сопротивлением расклиниванию.

## Измерение пенетрации

Прибор по ГОСТ 1440-78 для определения пенетрации

Пенетрационные методы измерения — испытание текучести жидких, вязких и пастообразных веществ и смесей путём измерения глубины проникновения в среду рабочего тела стандартизованной формы.
Пенетрация измеряется с помощью прибора пенетро́метра — прибора для измерения сопротивления материалов (полужидких, пластмасс, лакокрасочных покрытий, автодорожных покрытий, грунтов и прочего) вдавливанию испытательного тела стандартных размеров и массы в испытываемую среду. Для полужидких материалов (смазок, паст и прочих), измеряет число пенетрации. Для пластмасс, лакокрасочных покрытий и прочего, измеряет глубину проникновения индентора в миллиметрах.
Обычно применяется пенетрометр в виде свободно скользящего плунжера с закреплённым на нём рабочим телом в виде иглы или конуса. Перед началом измерения острие рабочего тела подводится вплотную к поверхности исследуемой среды, а затем плунжер освобождается и начинает погружаться в среду под собственной тяжестью. Замеряется глубина проникновения за определённое время (число пенетрации), при определённой температуре и заранее выбранной массе сборки плунжер/рабочее тело.
Число пенетрации — показатель, характеризующий реологические свойства веществ. Равен глубине погружения рабочего тела пенетрометра в единицах десятых долей миллиметра. Например, если рабочее тело пенетрометра погрузилось на 20 мм, число пенетрации будет равно 200.
Обычно пенетрация выражается в числах пенетрации по глубине погружения конуса пенетрометра с определённой стандартной формой и массой в исследуемом веществе, под воздействием силы тяготения, в течение стандартизованного времени (обычно 5 с). Измерение проводится при стандартизованной температуре (обычно 25 °C).
В густую среду конус проникает меньше — число пенетрации меньше. Пенетрация, как правило, не отражает реологических свойств веществ (например, смазок) в конкретных условиях работы.

### Нормативная литература
В промышленности действуют следующие стандарты на пенетрационные методы измерения различных сред:
- ГОСТ 11501-78 Архивная копия от 23 февраля 2022 на Wayback Machine Битумы нефтяные. Метод определения глубины проникания иглы.
- ГОСТ ISO 2137-2013 Архивная копия от 23 февраля 2022 на Wayback Machine Нефтепродукты. Смазки пластичные и петролатум. Определение пенетрации конусом.
- ГОСТ 5346-78 Архивная копия от 23 февраля 2022 на Wayback Machine (СТ СЭВ 755-77) Смазки пластичные. Методы определения пенетрации пенетрометром с конусом.
- ГОСТ 32331-2013 Архивная копия от 23 февраля 2022 на Wayback Machine Смазки пластичные. Определение пенетрации с использованием пенетрометра с конусом на одну четверть и половину шкалы.
- ГОСТ 1440 — конструкция пенетрометра.
- ASTM D 5 Standard Test Method for Penetration of Bituminous Materials («Определение пенетрации битумных материалов»).

### Техническая литература
- Малая горная энциклопедия: в 3 т. / под ред. В. С. Белецкого. — Д.: «Донбасс[укр.]», 2007. — Т. 2: Л—Р. — 670 с. — ISBN 57740-0828-2.